# Людвиг I Гессенский
Лю́двиг I, вели́кий ге́рцог Ге́ссенский (нем. Ludwig I. von Hessen-Darmstadt; 14 июня 1753, Пренцлау — 6 апреля 1830, Дармштадт) — ландграф Гессен-Дармштадтский (под именем Людвиг X), впоследствии первый великий герцог Гессенский.

## Биография
Людвиг был старшим сыном и наследником Людвига IX, ландграфа Гессен-Дармштадтского. После свадьбы сестры Вильгельмины и российского цесаревича Павла в 1773 году на некоторое время остался в Российской империи и принял участие в кампании 1774 года русско-турецкой войны в чине генерала. В 1790 году он стал правителем Гессен-Дармштадта. Он претендовал на значительное увеличение территории Гессен-Дармштадта в имперской реорганизаций 1801—1803 годов, прежде всего за счет княжества Вестфалии, до того времени принадлежавшего архиепископу Кёльна.
Став союзником Наполеона, Людвиг в 1806 году был возведен в звание великого герцога Гессена и вступил в Рейнский союз, что привело к распаду империи. На Венском конгрессе в 1814—1815 годов Людвигу пришлось отказаться от его вестфальских территорий, однако это компенсировалось районом Рейна, со своей столицей Майнцем на левом берегу Рейна. В связи с этим, он изменил свой титул на «великий герцог Гессенский и Прирейнский» (нем. Großherzog von Hessen und bei Rhein).

## Брак
В 1776 году он был помолвлен с Софией Доротеей Вюртембергской, старшей дочерью Фридриха II Евгения, герцога Вюртембергского. Помолвка была расторгнута, для того чтобы София Доротея могла вступить в брак с недавно овдовевшем зятем Людвига, цесаревичем Павлом Петровичем, сыном и наследником императрицы России Екатерины II «Великой». Людвиг получил денежную компенсацию, когда соглашение о помолвке было нарушено.
19 февраля 1777 года, Людвиг женился на своей двоюродной сестре Луизе Гессен-Дармштадтской (15 февраля 1761 — 24 октября 1829), дочери принца Георга Вильгельма Гессен-Дармштадтского, родного брата отца Людвига.
Потомки:
- Людвиг (26 декабря 1777 — 16 июня 1848), великий герцог, женат на принцессе Вильгельмине Баденской
- Луиза (16 января 1779 — 18 апреля 1811), замужем за принцем Людвигом Ангальт-Кётенским, имели детей.
- Георг (31 августа 1780 — 17 апреля 1856), морганатический брак с Каролиной Тёрёк Сендрё
- Фридрих (14 мая 1788 — 16 марта 1867)
- Эмиль (3 сентября 1790 — 30 апреля 1856)
- Густав (18 декабря 1791 — 30 января 1806)

## Награды
Кавалер российских орденов:
- Св. апостола Андрея Первозванного (25.12.1774)[2][3].
- Св. Александра Невского (27.08.1775 по списку Бантыш-Каменского)[4]
- голштейнского Св. Анны (25.12.1774 по списку Бантыш-Каменского[5]; с 05.04.1797 — российский орден Св. Анны 1 степени)